# Asimetría (ética de la población)
La Asimetría en el ámbito de la ética de la población, también conocida como "Asimetría de la Procreación" es la idea de que existe una asimetría moral o evaluativa entre la existencia de individuos con vidas "buenas" o "malas".
El tema fue discutido por primera vez por Jan Narveson en 1967 y Jeff McMahan acuñó el término "Asimetría" 1981. McMahan formula la Asimetría de la siguiente manera: "aunque el hecho de que la vida de una persona sería peor que no tener vida en absoluto [...] constituye una fuerte razón moral para no hacerlo existir. El hecho de que la vida de una persona merezca la pena no es (o solo es una razón moral relativamente débil) para traerlo a la existencia ". El profesor Nils Holtug formula la Asimetría evaluativa en términos del valor de los resultados en lugar de hacerlo en términos de razones morales. La formulación de Holtug dice que "si bien disminuye el valor de un resultado para agregar individuos cuyas vidas tienen un valor global negativo, no aumenta el valor de un resultado para sumar individuos cuyas vidas tienen un valor global positivo".
Mucha de la literatura sobre la ética de la procreación está relacionada con este término de Asimetría. Un gran número de investigadores han defendido el término, y algunos otros han debatido en contra.